# Cormot-le-Grand
Cormot-le-Grand è un comune francese di 152 abitanti situato nel dipartimento della Côte-d'Or nella regione della Borgogna-Franca Contea.

## Società

### Evoluzione demografica
Abitanti censiti